# 鳥川町
鳥川町（とりかわちょう）は愛知県岡崎市額田地区の町名。丁番を持たない単独町名であり、30の小字が設置されている。

## 特徴

### ホタル
鳥川町は「ホタルの里」とも呼ばれ、多い時だと一晩で千匹を超すゲンジボタルが飛び交う。6月になると、人口163人（2017年8月現在）の町に1ヶ月で約3万人が訪れる。1950年～60年代には農薬や河川改修工事などの影響でホタルは絶滅状態にあったが、地元住民は1994年（平成6年）に「鳥川ホタル保存会」を設立。住民らの努力により、市内屈指のホタルの生息地に生まれ変わった。2015年（平成27年）から1晩あたりの最大数が1400を超えるようになり、2018年（平成30年）は1,462匹を記録した。

### 湧き水、かき氷
小高い山々に取り囲まれた鳥川町は、山に染み込んだ水がいたる所から湧き出しており、総称して「鳥川（とっかわ）ホタルの里湧水群」と呼ばれる。「鳥川ホタルの里湧水群」は2008年（平成20年）に環境省の主催する「平成の名水百選」に選ばれ、2016年（平成28年）3月31日、インターネットによる人気投票で、昭和と平成の名水百選を合わせた中から「秘境地として素晴らしい名水」部門の1位に選ばれた。現在は4カ所の湧き水がある。そのうちの一つ、「延命水」は1981年（昭和56年）に旧額田町の町道が開通した際に地元住民に発見され、そのおいしさに「命が延びる思いをした」ことにちなんで名付けられた。
2018年（平成30年）1月、額田地区における所得の向上や雇用の増大を目指す「岡崎市ぬかたブランド協議会」が設立された。同協議会は農林水産省の農山漁村振興交付金と市の補助を受け、様々な事業を展開。同年7月21日から、各店が額田の超軟水の湧き水を使ってオリジナルかき氷を提供するイベント「おかざきかき氷街道」を始めた。初年度は岡崎市ぬかた商工会主催で行われた。
「おかざきかき氷街道」は2021年（令和3年）には2店が加わり9店となった。鳥川町では2店営業している。

## 地理

### 河川
- 鳥川川

### 字
| - 字赤樫（あかがし） - 字市道（いちみち） - 字イヌハサ（いぬはさ） - 字井ノ前（いのまえ） - 字岩塚田（いわつかだ） - 字柿木田（かきのきだ） - 字柏田（かしわだ） - 字上辻（かみつじ） - 字上ノ入（かみのいり） - 字カン畑（かんばた） | - 字京サダ（きょうさだ） - 字栗ノ木田（くりのきだ） - 字小貝津（こがいつ） - 字小柿（こがき） - 字小デノ沢（こでのさわ） - 字小安堂（こやすどう） - 字坂（さか） - 字坂ワキ（さかわき） - 字ササノ（ささの） - 字下辻（しもつじ） | - 字寸沢（すんざわ） - 字セナガ（せなが） - 字出貝津（でがいつ） - 字栃沢（とちざわ） - 字中貝津（なかがいつ） - 字ニンヤ（にんや） - 字ハズノモト（はずのもと） - 字広見（ひろみ） - 字ホドタ（ほどた） - 字宮前（みやまえ） |

## 世帯数と人口
2019年（令和元年）5月1日現在の世帯数と人口は以下の通りである。
| 町丁   | 世帯数 | 人口  |
| ------ | ------ | ----- |
| 鳥川町 | 60世帯 | 147人 |

### 人口の変遷
国勢調査による人口の推移
| 2010年（平成22年） | 216人 | [ 21 ] |  |
| 2015年（平成27年） | 153人 | [ 22 ] |  |

## 小・中学校の学区
市立小・中学校に通う場合、学区は以下の通りとなる。
| 番・番地等 | 小学校             | 中学校             |
| ---------- | ------------------ | ------------------ |
| 全域       | 岡崎市立豊富小学校 | 岡崎市立額田中学校 |

## 歴史
額田郡鳥川村を前身とする。1889年（明治22年）10月1日、鳥川村は細光村、滝尻村、淡淵村、片寄村と合併し、高富村となる。 1906年（明治39年）5月1日、高富村は豊岡村、栄枝村の一部と合併し、豊富村となる。1956年（昭和31年）9月30日、豊富村は宮崎村、形埜村、下山村の一部と合併し、額田町となる。
2010年（平成22年）3月に閉校となった岡崎市立鳥川小学校の校舎は整備され、現在「岡崎市ホタル学校」として使用されている。

### 沿革
- 2006年（平成18年）1月1日 - 岡崎市へ編入し、同市鳥川町となる[1]。

### 史跡
- 鳥川城

## 施設
- 岡崎市ホタル学校（旧岡崎市立鳥川小学校）
- 慈徳院
- 若宮八幡宮
- 白髭八柱神社
- 神明宮

## ギャラリー
- 岡崎市ホタル学校
- 鳥川ホタルの里湧水群
- 山の中のイチョウ

## その他

### 日本郵便
- 郵便番号 : 444-3614[4]（集配局：額田郵便局[24]）。